# کان بادام
کانِ بادام (به تاجیکی: Конибодом) شهری است در استان سغد کشور تاجیکستان که در شمال تاجیکستان و در غرب دره فرغانه جای گرفته است. این شهر با بادام‌های خود مشهور است و نام آن نیز به معنی «معدن بادام» است. جمعیت این شهر در سال ۲۰۱۶ میلادی ۵۰ هزار و ۴۰۰ نفر بوده‌است که از نظر جمعیت در ولایت سغد پس از شهرهای خجند و استروشن در رتبه سوم فرار دارد.
در سمت شمال غربی شهر کان بادام دریاچه سد قیروق‌قوم (Кайроккум) قرار گرفته و در جنوب شرق آن شهر اسفره واقع شده‌است. در شرق کان بادام منطقه فرغانه جمهوری ازبکستان و در غرب نیز شهر غفوروف قرار دارد.
قدمت این شهر حداقل به قرن پانزدهم بازمی‌گردد. اقتصاد آن بر فرآوری محصولات کشاورزی محلی، ازجمله پنبه، ابریشم و میوه، به‌ویژه زردآلو استوار است.
کانال بزرگ فرغانه از امتداد حومه جنوبی شهر کان بادام می‌گذرد که آب مورد نیاز مردم شهرستان و مزارع آن را تأمین می‌کند.

## پیشینه
شهر کانِ بادام را در قدیم کَند می‌نامیدند که در زبان‌های ایرانی به معنی شهر است. قدیمی‌ترین سندی که نام کند در آن ضبط شده، نامه‌ای است که در سال ۷۱۲–۷۱۳ به هنگام لشکرکشی عرب‌ها، قتیبه بن مسلم به دیوشتیج پادشاه سغد نوشته‌است.
نام کند در کتاب اشکال‌العالم کتاب جغرافیایی معروفی نوشتهٔ ابوالقاسم بن احمد جیهانی، از روزگار سامانی نیز آمده‌است. نویسندهٔ این کتاب در توصیف خجند آورده‌است: «در اعمال آن (یعنی خجند) هیچ شهر دیگر نیست مگر کَند.»
شهر کانِ بادام از دیرباز به داشتن بادام خوب معروف بوده‌است. حکیم سوزنی سمرقندی (مرگ: ۱۱۷۹) و شیخ بابا طبیبی، شاعر کان بادامی سدهٔ ۱۲ آشکارا به بادام این شهر اشاره کرده‌اند.
یاقوت حموی، جغرافیدان عرب در کتاب خود معجم‌البلدان دربارهٔ کند نوشته: «کند به سبب فراوانی بادام به نام کان بادام معروف است، بادام این‌جا بسیار خوش‌طعم بوده پوستش به سایش دست کنده می‌شود.»
از متون تاریخی چنین برمی‌آید که رایج شدن نام کانِ بادام برای کند ظاهراً در سده‌های ۱۷ و ۱۸ صورت گرفته‌است. یکی از شاخه‌های جادهٔ ابریشم به مدت ۳٬۷۰۰ سال از این شهر می‌گذشت. این راه از خجند و استروشن به سمرقند و بخارا و مرو می‌رفت. کان بادام در سال ۷۱۲ هنوز به عنوان یک شهر بزرگ تجارتی مشهور بوده‌است.
بهترین خطاطان خان خجند از کان بادام بوده‌اند. از بزرگان ادبی این شهر در سده‌های گذشته می‌توان افراد زیر را نام برد:
مولانا کوشککی، شرف‌الدین پنج‌دهی، ملا شاکر کان بادامی، ایشان غریب کان بادامی و غربت معصوم.

## امروز
شهر کان بادام دارای یک تئاتر شهر است.
عبدالقادر منیازف اندیشمند و پژوهشگر فارسی‌زبان تاجیکستان در این شهر به‌دنیا آمده‌است.